# Hendrik van Rheede
Hendrik Adriaan van Rheede tot Drakenstein (Amsterdam, 13 d'abril de 1636 – al mar, 15 de desembre de 1691) va ser un militar i un administrador colonial de la Companyia Neerlandesa de les Índies Orientals i un naturalista. Entre 1670 i 1677 va donar feina a 25 persones per a confegir el seu llibre "Hortus Malabaricus", on descriu 740 plantes de la regió. El nom científic de la planta Entada rheedii rep el seu cognom.

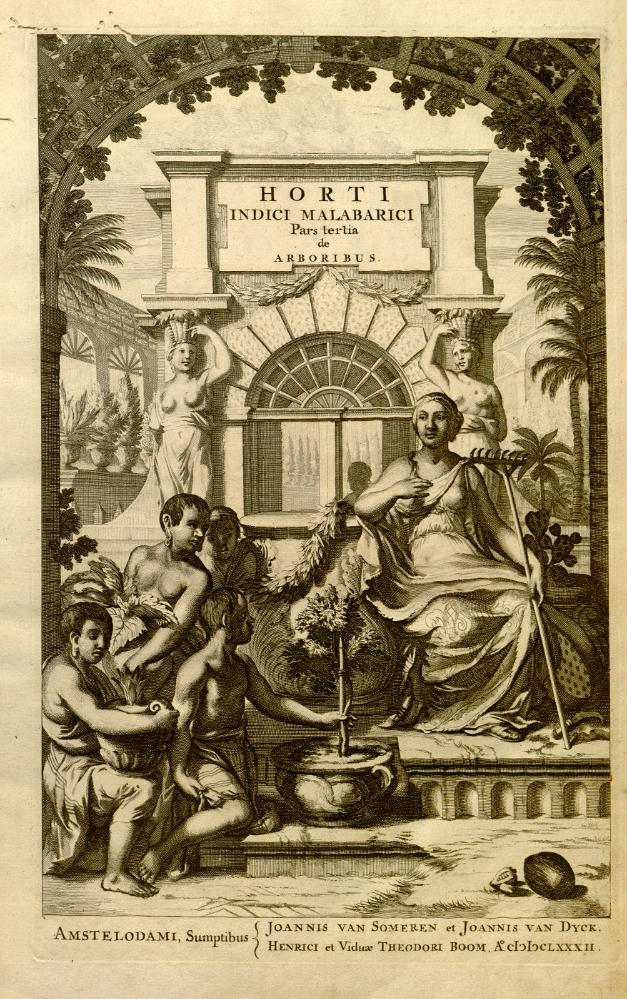
Portada de l'"Hortus Malabaricus", volum 1

El primer volum de l'Hortus Malabaricus, es va publicar l'any 1678, essent un compendi de les plantes amb valor econòmic i mèdic de la regió sud de Malabar. Finalment l'obra va abastar 12 volums i es va publicar en quatre idiomes: llatí, sànscrit, àrab i maialam.
Carl von Linné va fer ús de l'obra de Rheede.